# Nicolás Tamaral
Javier Nicolás Tamaral (Sevilla, España, 1687-Misión de San José del Cabo Añuití, Nueva España, 3 de octubre de 1734) fue un jesuita español que fundó misiones en la Baja California y murió en una rebelión indígena.

## Biografía
Javier Nicolás Tamaral entra a formar parte de la compañía del Jesús el 23 de octubre de 1704 en Sevilla. El Padre Tamaral llegó a Nueva España, por la parte del actual México, en 1712. En marzo de 1717 llegó a la zona de la Baja California donde llevó a cabo expediciones geográficas en la parte Sur de la Península de California. Ahí desarrolló su labor misionera durante 18 años hasta su muerte a manos de los pericúes.
Fue el fundador de la La Purísima de Cadegomó, en 1720, y de la Misión de San José del Cabo Añuití, el 8 de abril de 1730. En esta última murió durante la llamada Rebelión de los Pericúes, que se desarrolló en el otoño de 1734. Al parecer los indios le ataron, le arrastraron, le dispararon varias flechas y posteriormente lo remataron con un cuchillo largo. El día anterior habían asesinado de manera similar al Padre Lorenzo Carranco en la Misión Santiago de los Coras (de Aiñiní).